# Max-Planck-Institut für Hirnforschung
Das Max-Planck-Institut für Hirnforschung ist eine außeruniversitäre Forschungseinrichtung unter der Trägerschaft der Max-Planck-Gesellschaft (MPG) und hat seinen Sitz in Frankfurt am Main. Das Institut betreibt in erster Linie Grundlagenforschung auf dem Gebiet der Hirnforschung.

## Geschichte
Das Institut wurde 1914 als Kaiser-Wilhelm-Institut für Hirnforschung in Berlin-Tiergarten gegründet. Es ist die Fortführung der 1898 von Cécile Vogt und Oskar Vogt gegründeten Neurologischen Zentralstation. 1931 wurde das von Carl Sattler 1928–1929 erbaute Institutsgebäude in Berlin-Buch bezogen.
In den dreißiger Jahren wurde ein zusätzliches Hirnforschungsinstitut in Moskau gegründet, wo Lenins Gehirn erforscht wurde. Zwischen 1925 und 1927 wurde es dort in Scheiben geschnitten. Oskar und Cécile Vogt untersuchten einen Teil der gefärbten Schnitte und kamen zu der Ansicht, dass Lenin ein Assoziationsathlet war.

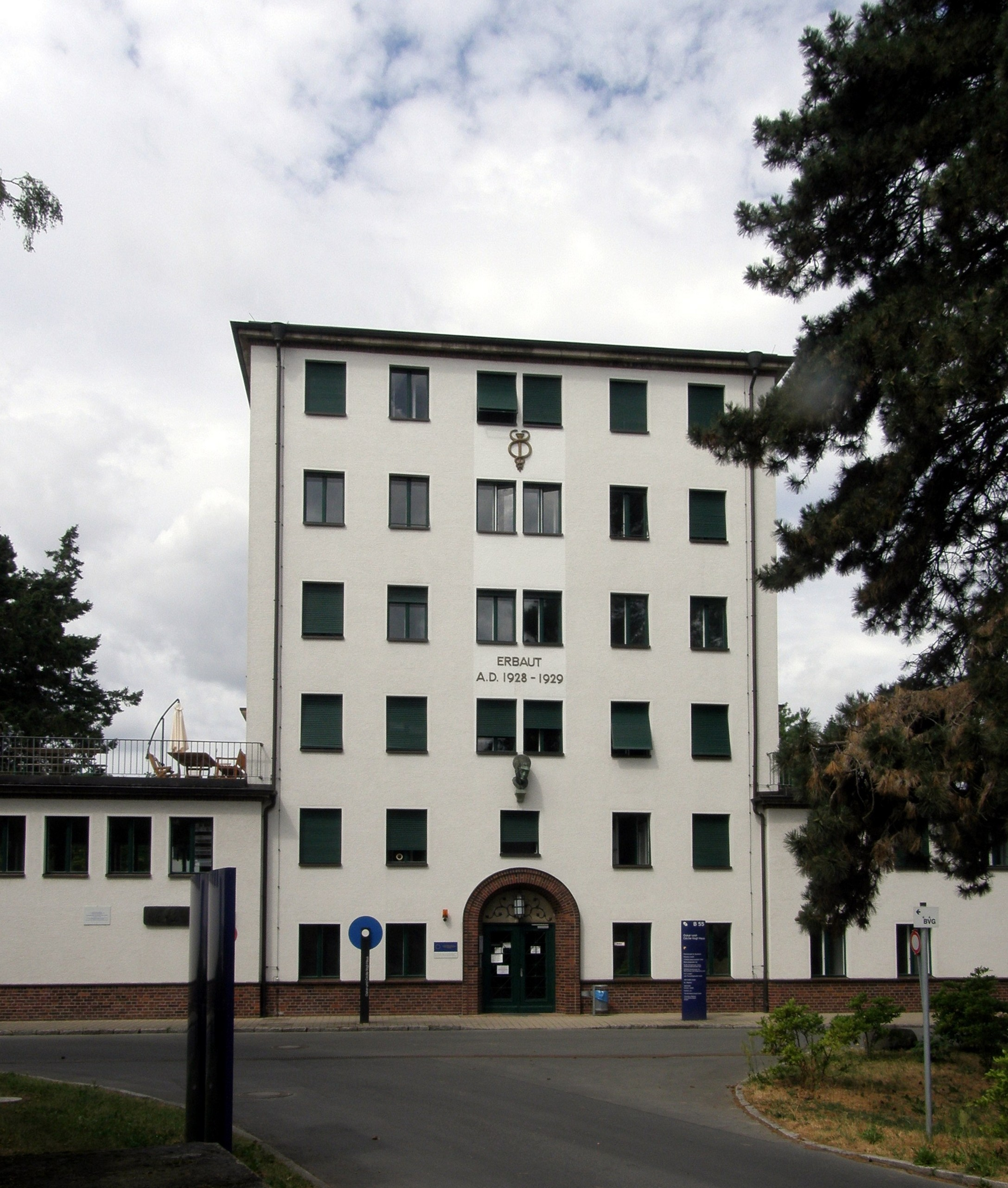
Das ehemalige Kaiser-Wilhelm-Institut für Hirnforschung, Berlin-Buch (2010)

Im Jahr 1937 wurden die Vogts von den Nazis gezwungen als Direktoren zurückzutreten. Zusammen mit Julius Hallervorden nutzte Hugo Spatz, Nachfolger von Oskar Vogt, zwischen 1940 und 1945 das nationalsozialistische „Euthanasie“-Programm, um Gehirne von ermordeten Geisteskranken zu untersuchen. Rund 700 Gehirne von Euthanasie-Opfern gelangten über Julius Hallervorden und Hugo Spatz in die Sammlungen des Instituts.
Recherchen des Journalisten Götz Aly belegten in den 1980er-Jahren diese Herkunft der „Sammlung Hallervorden“. Da nicht klar war, welche Präparate von „Euthanasie“-Opfern stammten und welche von Patienten, die eines natürlichen Todes gestorben waren, wurde entschieden, alle Hirnschnitte, die während der NS-Zeit (1933–1945) angefertigt worden waren, zu bestatten.  Die Präparate, die teilweise im Besitz der Universität Frankfurt waren, wurden im Jahr 1990 auf dem Waldfriedhof München bestattet. Auf dem Waldfriedhof erinnert ein Gedenkstein an die Opfer.

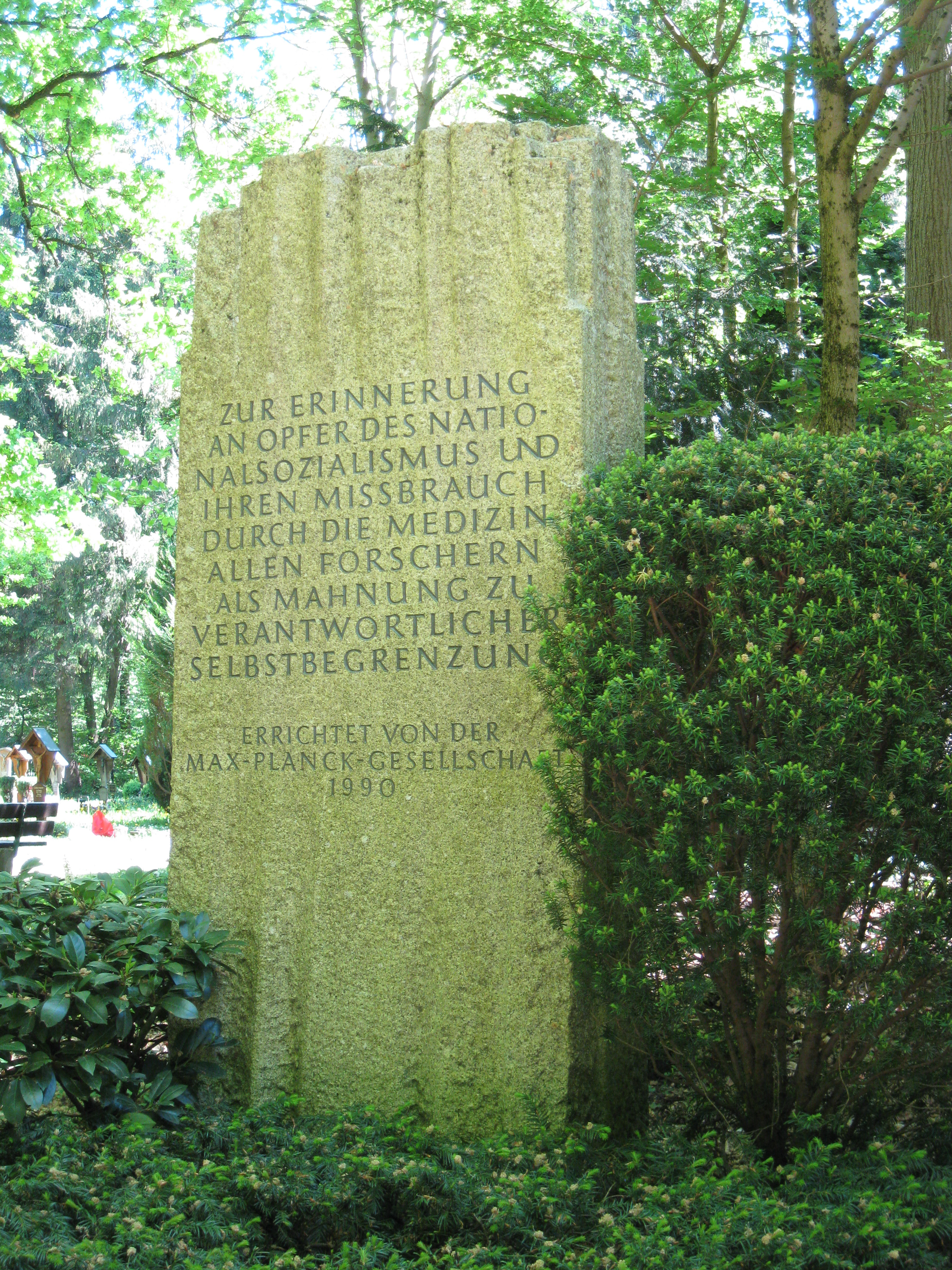
Gedenkstein für die "Euthanasie"-Opfer auf dem Waldfriedhof München

Nach der kriegsbedingten Verlegung des Instituts aus Berlin-Buch in den Jahren 1944/45 wurden die Abteilungen zunächst nach Bad Ischl, Dillenburg, Göttingen, Marburg, Gießen, Langendreer (Bochum) und Schleswig verlagert und 1948 von der Max-Planck-Gesellschaft übernommen.
Der Neuanfang des Instituts in Frankfurt-Niederrad erfolgte im Jahr 1962. Es wurden zwei neue Abteilungen mit den Direktoren Rolf Hassler (Neurobiologie, ein Schüler von Oskar Vogt) und Wilhelm Krücke (Neuropathologie) sowie zwei Forschungsgruppen mit Heinz Stephan und Gottfried Werner gegründet.
Nach der Emeritierung der ersten Generation Frankfurter Direktoren wurden um 1980 Wolf Singer (Neurophysiologie) und Heinz Wässle (Neuroanatomie) berufen. Die dritte Abteilung wurde 1991 mit Heinrich Betz (Neurochemie) als Direktor eingerichtet. Alle drei Direktoren sind emeritiert. Wolf Singer ist weiterhin als Senior Research Fellow am Ernst Strüngmann Institut tätig, das sich im alten Gebäude des Max-Planck-Instituts für Hirnforschung (Niederrad), etabliert hat.
2008 wurden Erin Schuman (Synaptische Plastizität) und Gilles Laurent (Neuronale Systeme und Kodierung) als neue Direktoren ans Institut berufen. Im April 2013 zog das Institut in den Neubau am Campus Riedberg. Dort sind zusätzlich vier Max-Planck Forschungsgruppenleiter berufen worden: Tatjana Tchumatchenko, Johannes Letzkus, Hiroshi Ito und Julijana Gjorgjieva. Seit Ende 2013 verfügt das Institut über ein Teaching Lab. Anfang 2014 haben sich weitere Servicegruppen in den Bereichen Imaging, Proteomics und Scientific Computing etabliert und im August 2014 wurde Moritz Helmstaedter (Connectomics, deutsch Konnektomik) als dritter Direktor berufen.

## Forschung
Das Institut beschäftigt sich schwerpunktmäßig mit der Funktion von Schaltkreisen im Gehirn. Es umfasst derzeit drei wissenschaftliche Abteilungen (Moritz Helmstaedter, Gilles Laurent und Erin Schuman), eine Emeritus-Gruppe (Wolf Singer), vier Max-Planck Forschungsgruppen (Johannes Letzkus, Tatjana Tchumatchenko, Hiroshi Ito und Julijana Gjorgjieva) sowie mehrere kleinere Forschungseinheiten. Die Fertigstellung des neuen Institutsgebäudes erfolgte 2013. Das gemeinsame Ziel der Forschung am Institut ist ein mechanistisches Verständnis der Nervenzellen und Synapsen: der strukturellen und funktionellen Schaltkreise, die sie bilden, der „Rechenregeln“, nach denen sie arbeiten, und letztlich ihrer Rolle bei Wahrnehmung und Verhalten. Die experimentellen Ansätze umfassen alle Ebenen, die für dieses Verständnis erforderlich sind – von lokalen molekularen Netzwerken in einzelnen Nervenzell-Dendriten bis hin zu Netzwerken interagierender Hirnareale. Dazu gehören interdisziplinäre Analysen auf molekularer, zellulärer, multizellulärer, Netzwerk- und Verhaltensebene, die oft mit theoretischen Ansätzen kombiniert werden.

## Eine Auswahl von ehemaligen Direktoren
Kaiser-Wilhelm-Institut für Hirnforschung:
- Oskar Vogt
- Cécile Vogt
- Alois Kornmüller
- Jan Friedrich Tönnies
- Marthe Vogt
- Bernhard Patzig
- Nikolai Timofejew-Ressowski
- Hugo Spatz
- Julius Hallervorden

Max-Planck-Institut für Hirnforschung:
- Wilhelm Krücke
- Rolf Hassler
- Heinz Wässle
- Wolf Singer
- Heinrich Betz

## Personalaufbau
Ende 2014 gab es 211 Institutsangehörige (51 % wissenschaftliches Personal), 50 % Frauen, 50 % Männer. 20 % (45 % des wissenschaftlichen Personals) haben nicht die deutsche Staatsangehörigkeit. Es gibt derzeit (Stand November 2014) 25 Nationalitäten.

## International Max Planck Research School (IMPRS)
Seit 2011 existiert am MPI für Hirnforschung die International Max Planck Research School for Neural Circuits, die jedes Jahr bis zu zehn Doktoranden aufnehmen soll. Weitere Partner der IMPRS sind die Goethe-Universität Frankfurt, das Ernst Strüngmann Institut und das Frankfurt Institute for Advanced Studies.